# Gunung Ranti
Gunung Ranti är ett berg i Indonesien.   Det ligger i provinsen Jawa Timur, i den sydvästra delen av landet, 800 km öster om huvudstaden Jakarta. Toppen på Gunung Ranti är 2 601 meter över havet, eller 736 meter över den omgivande terrängen. Bredden vid basen är 4,1 km. Gunung Ranti ingår i Pegunungan Ijen.
Terrängen runt Gunung Ranti är kuperad åt sydväst, men åt nordost är den bergig. Runt Gunung Ranti är det ganska tätbefolkat, med 172 invånare per kvadratkilometer. I omgivningarna runt Gunung Ranti växer i huvudsak städsegrön lövskog.